# Antônio Dias (kommun)
Antônio Dias är en kommun i Brasilien.   Den ligger i delstaten Minas Gerais, i den sydöstra delen av landet, 700 km sydost om huvudstaden Brasília. Antalet invånare är 9 573.
Följande samhällen finns i Antônio Dias:
- Antônio Dias

Omgivningarna runt Antônio Dias är huvudsakligen savann. Runt Antônio Dias är det glesbefolkat, med 12 invånare per kvadratkilometer.